# 若狭町 (名古屋市)
若狭町（わかさちょう）は、名古屋市中村区の地名。現在の中村区名駅南の一部に相当する。

## 歴史

### 沿革
- 1931年（昭和6年）4月10日 - 中区西日置町の一部により、同区若狭町として成立[1]。
- 1937年（昭和12年）10月1日 - 中村区に編入され、同区若狭町となる[1]。また、一部が日置通に編入される[2]。
- 1944年（昭和19年）2月11日 - 中川区に編入され、同区若狭町となる[1]。
- 1946年（昭和21年）4月15日 - 中村区に編入され、同区若狭町となる[1]。
- 1981年（昭和56年）6月7日 - 住居表示の実施により、中村区名駅南三丁目・四丁目の各一部に編入され、消滅[1]。